# تلفزيون يونيفرسل
تلفزيون يونيفرسل (بالإنجليزية: Universal Tv)‏ قناة تلفزيونية صومالية، تبث من العاصمة البريطانية لندن، وتُعتبر أول وأكبر شبكة تلفزيونية صومالية فضائية من نوعها.
في 27 يونيو 2020 داهمت شرطة أرض الصومال مقر تلفزيون يونيفرسل في هرجيسا بعد اتهام الشبكة ببث تغطية احتفالات ذكرى استقلال الصومال بدلاً من بث احتفالات صوماليلاند، و ألقي القبض على طاقم القناة كما أغلقت السلطات مكتب القناة. وفي 1 يوليو طالبت لجنة حماية الصحفيين بإعادة فتح المكتب وسحب القوات، واستئناف برامج القناة الإذاعية.
في 10 يناير 2021 رفعت حكومة صوماليلاند الحظر عن القناة وأعلنت إمكانية استنئاف أعمالها.